# Lars-Christer Olsson
Lars-Christer Olsson (* 6. Februar 1950 in Lövestad, Schweden) ist ein schwedischer Fußballfunktionär.
Er war von 2004 bis zum 31. Januar 2007 Generaldirektor der UEFA und damit höchster Offizieller im operativen Geschäft des europäischen Fußballs. Im Sommer 2004 hatte der Schwede die Nachfolge des Deutschen Gerhard Aigner angetreten. Olsson führte die Geschäfte des Verbandes von der Zentrale im schweizerischen Nyon aus. Bei seinem Rücktritt sagte Olsson, er hätte gerne weitergemacht, aber es gab mit der neuen Administration um den eine Woche zuvor gewählten UEFA-Präsidenten Michel Platini unterschiedliche Auffassungen über die Zukunft. Sein Nachfolger wurde der Schweizer Gianni Infantino.
Ab 2012 war Olsson Vorsitzender des schwedischen Verbandes der Profimannschaften Svensk Elitfotboll, im Oktober 2020 kündigte er seinen Rückzug zur Jahresversammlung im März 2021 an. Sein Nachfolger wurde Jens Andersson. Im März 2016 wurde er von der EPFL (European Professional Football Ligues) zum Präsidenten gewählt.